# Zaporizke, Apostolove
Zaporizke (în ucraineană Запорізьке) este un sat în comuna Perșe Travnea din raionul Apostolove, regiunea Dnipropetrovsk, Ucraina.

## Demografie
Componența lingvistică a localității Zaporizke
     Ucraineană (91,67%)
     Rusă (7,14%)
     Română (1,03%)
     Alte limbi (0,08%)
Conform recensământului din 2001, majoritatea populației localității Zaporizke era vorbitoare de ucraineană (91,67%), existând în minoritate și vorbitori de rusă (7,14%) și română (1,03%).